# Compsibidion simillimum
Compsibidion simillimum là một loài bọ cánh cứng trong họ Cerambycidae.